# 浜松市警察
浜松市警察（はままつしけいさつ）は、かつて存在した静岡県浜松市の自治体警察。

## 概要
従来の静岡県警察部が解体され、1948年（昭和23年）3月7日に浜松市警察署が設置された。また、警察運営の民主化を図るために民間から選ばれた三人の公安委員からなる浜松市公安委員会を設置して、浜松市警察署の運営管理に当たった。
浜松市が周辺の町村を合併した事に因って浜松市警察が受け持つ地域が拡大した事を受け、1954年（昭和29年）3月15日に東警察署を新設し、警察本部として浜松市警察本部を設置した。
1954年（昭和29年）7月1日に新警察法が施行された。これにより国家地方警察と自治体警察が廃止され、新たに都道府県警察として静岡県警察が発足。浜松市警察も静岡県警察に統合され、姿を消した。

## 警察署
浜松市警察が発足した時点では浜松警察署を本署とし（国家地方警察浜名地区警察署との共有）、その下に警務、刑事、警備の3課を設置。巡査部長派出所4箇所、巡査派出所19箇所、定員は警視1名、警部1名、警部補7名、巡査部長27名、巡査167名の計203名の人員であった。1950年（昭和25年）1月、国家地方警察浜名地区警察署は浜松市元城町に新築した庁舎に移転した。
- 1954年（昭和29年）3月時点
  - 浜松市警察本部（浜松市鴨江町1番地）
    - 浜松市中央警察署（浜松市鴨江町1番地）
    - 浜松市東警察署（浜松市相生町）